# Nijmeegs Volkenkundig Museum
Het Nijmeegs Volkenkundig Museum was een museum gelegen op het terrein van de Radboud Universiteit in de Nederlandse stad Nijmegen.
Het museum werd op 24 september 1979 geopend aan de Thomas van Aquinostraat 1 en was opgericht vanuit de vakgroep antropologie van de faculteit der sociale wetenschappen. Naast het houden van algemene tentoonstellingen, bood het museum ook studiemateriaal die het studenten makkelijker moest maken om onderzoek te doen naar niet-westerse culturen. De collectie bevatte ruim 11.000 stukken waarvan een klein gedeelte eigen collectie. Het merendeel van de collectie was in bruikleen van missionarissen van de ordes van de Kapucijnen, Augustijnen en Jezuïeten. Het museum beheerde ook de gemeentelijke Beijenscollectie, genoemd naar de schenker Jean Beijens, en de collectie van het in 1987 gesloten Nederlands Volkenkundig Missie Museum in Tilburg. De nadruk lag op volken uit Zuidoost-Azië en de Grote Oceaan.
In juni 2005 werd het museum gesloten omdat het weinig meerwaarde meer had voor wetenschappelijke doeleinden. Een groot deel van de Nijmeegse Volkenkundige Collectie bleef in depots op de universiteit aanwezig en was op verzoek toegankelijk. De Beijenscollectie werd in december 2010 ondergebracht bij museum Bronbeek, de missiecollecties van de Paters Capucijnen (meer dan 3000 objecten uit de jaren dertig en veertig, grotendeels uit Indonesië) zijn medio 2011 in langdurig bruikleen gegeven aan de Etnografische Verzamelingen van de Universiteit Gent. Overige werken werden bij andere volkenkundige musea ondergebracht of verkocht. In februari 2018 werd het depot in de kelder gesloten en de restanten verkocht.